# Bolond város
A Bolond város a Neoton együttes 1971-es, első nagylemeze. Глупый Город címmel is megjelent, szovjet exportra. Ennek borítója eltér a hazai kiadástól, a lemez címkéjén oroszul szerepelnek a dalcímek.

## Története
A Neoton 1965-ben a közgazdasági egyetem zenekaraként alakult. 1968-ban a Kell, hogy várj című dalukkal megnyerték a Ki mit tud?-ot. A kezdetben slágerzenét játszó együttes 1970-ben új tagokkal kiegészülve – Balázs Ferenc (orgona, ének), Debreczeni Ferenc (dob), Galácz Lajos (gitár, ének), Pásztor László (gitár) és Som Lajos (basszusgitár) – stílust váltott.
A sikerekre tekintettel a Hanglemezgyár engedélyt adott nekik egy nagylemez elkészítésére, így a második vonal zenekarai közül 1970-ben egyedüliként készíthette el első hanglemezét, amely a Bolond város címet kapta. Az együttes a lemezzel a progresszív irányba akart tovább lépni, azonban az album, a kísérletező stílusa miatt egy slágerek nélküli gyűjteménnyé sikeredett, amely nem aratott osztatlan sikert. Az együttesnek még ez a felállása az ORI szervezésével kijutott Nigériába és Ghánába) koncertezni, mikor hazatértek Afrikából, több tag is kivált az együttesből, és ezzel lezárult a zenekar pályájának első szakasza.
Debreczeni Ferenc az Omega dobosa lett (a reptéren az együttes tagjai már vártak rá), Som Lajos és Balázs Ferenc (Radics Bélával és Brunner Győzővel) megalapították Magyarország első hard rock együttesét, a Taurus Ex-T: 25 75 82-t. Som később a Piramisban, Balázs Fecó pedig a Korállal lett országosan elismert.
A Bolond város hivatalosan 1971-ben látott napvilágot a Qualiton (mai nevén: Hungaroton) gondozásában. A hanglemez már sztereó verzióban jelent meg. A borítóján a Pepita Lemezkiadó emblémája volt feltüntetve, de a lemezen mégis a Qualiton citromsárga címkéje volt látható. Az 1970-es évek legelején a Pepita újra kiadta a lemezt (sztereó) citromsárga és narancssárga lemezcímkével egyaránt. Ez utóbbi változat lett elterjedtebb, mivel több példányt készítettek belőle, mint a Qualitonos szériából. Ezt követően még két exportverzió is napvilágot látott, az egyik az angol, amelynek a borítója megegyezik a Magyarországon megjelent változatokkal, a címkéje pedig szintén narancssárga színű Pepita lemezcímke volt. Az albumcím, valamint a dalok címei angol nyelven voltak ráírva. A másik változat pedig a Szovjetunióba Глупый город címmel került, amelynek a borítója eltér a Magyarországon kiadott változatoktól. Ezen egy virágos mező látható, az együttes neve és az album címe oroszul voltak feltüntetve. A Pepita narancssárga színű lemezcímkéjével forgalmazták.

## Megjelenések
| Ország       | Formátum                  | Sorszám      | Kiadó        | Év   |
| ------------ | ------------------------- | ------------ | ------------ | ---- |
| Magyarország | LP                        | (S)LPX 17422 | Qualiton     | 1970 |
| Oroszország  | LP                        | (S)LPX 17422 | Pepita       | 1971 |
| Magyarország | CD                        | HCD 17422    | Gong         | 1995 |
| Magyarország | CD (Nem hivatalos kiadás) | ET 16        | Eastern Time | 2014 |

## Az album dalai
Az album összes zenéjét Pásztor László szerezte, a dalszövegeket pedig S. Nagy István írta, kivéve azokat, amelyek jelölve vannak.
- Bolond város – 3:23
- Oh, Napsugár – 2:53
- Pardon, ez a kezem volt – 2:47
- Sárga lámpák – 3:00
- Dal a magányról (Pásztor László) – 2:43
- Nehéz fiúk – 4:10
- Vándorút – 3:10
- A Ház – 4:36
- Megered az ég – 2:47
- Fények a távolban – 3:34
- Láttam én egy Osztrigát – 3:26
- Gyere álom – 7:18

Bónusz dalok
- Nekem eddig Bach volt a minden
- Télből tavasz
- Szeretni jó
- Ha értenem mit mond a szél
- Oh jaj meddig tart ez?
- Virágének
- A Fal
- Mint egy páva
- Majd ha nem leszek
- A lány és a madár
- Miért van ez így

## Közreműködők
- Balázs Ferenc – orgona, vokál
- Debreczeni Ferenc – dob, conga
- Galácz Lajos – ének, ritmusgitár
- Pásztor László – gitár, vokál, zeneszerző
- Som Lajos – basszusgitár
- S. Nagy István – szövegíró

Produkció
- Dobó Ferenc – hangmérnök
- Juhász István – zenei rendező
- Mester Miklós – borítóterv
- Szipál – fényképek